# Rezerwat przyrody Spytkowo
Rezerwat przyrody Spytkowo – rezerwat torfowiskowy położony w województwie warmińsko-mazurskim, w gminie Giżycko i nadleśnictwie Borki. Obejmuje torfowisko przejściowe ze stanowiskiem wierzby lapońskiej oraz innej roślinności reliktowej. Położony jest 5,5 km na północny wschód od Giżycka i 1 km na wschód od wsi Spytkowo.
Rezerwat został utworzony w 1958 roku pod nazwą Torfowisko Spytkowo na powierzchni 2,10 ha. W 2018 roku powiększono go do 3,70 ha i zmieniono jego nazwę na Spytkowo. Za cel ochrony rezerwatu podaje się obecnie „ochronę procesów ekologicznych w ekosystemach mokradłowych”.
Z roślin będących pod ochroną ścisłą, oprócz wierzby lapońskiej, rosną tu: rosiczka okrągłolistna i storczyk krwisty. Liczebność wierzby lapońskiej ulega w ostatnich latach regresji, zaś torfowisko opanowuje roślinność drzewiasta, głównie brzoza i olsza.